# Taraxacum decipiens
Taraxacum decipiens là một loài thực vật có hoa trong họ Cúc. Loài này được Raunk. miêu tả khoa học đầu tiên.